# 슈가슈가룬의 에피소드 목록
다음은 슈가슈가룬의 에피소드 목록이다.

## 에피소드 목록
1. 초콜릿과 하트의 유성
2. 개구리와 생쥐의 사랑 배틀
3. 신문부의 기습 인터뷰
4. 사랑을 부르는 마법의 립스틱
5. 아슬아슬 조마조마! 가정방문
6. 하트를 노려라! 사랑의 펜싱
7. 쇼콜라, 여왕후보 실격?
8. 숙녀가 된 기분으로 바캉스 데이트
9. 녹색 하트가 준 것
10. 로빈에게 배워라! 러브러브 대작전
11. 사랑보다 소중해? 우정마법!
12. 쇼콜라, 고양이가 되다
13. 빛나는 하트! 다가온 중간시험
14. 마법사 전학생
15. 뒤죽박죽 마카롱 대소동!
16. 쇼콜라, 톱스타가 되다
17. 할아버지의 습격! 사랑의 춤 대결
18. 무서운 할로윈 담력 테스트
19. 블랑카의 작은 사랑
20. 쇼콜라의 위기! 귀여운 마녀 지망생
21. 꿈속으로 가는 마법의 커피잔
22. 쇼콜라 대 바닐라 사랑의 삼각관계?
23. 달려라 달려! 우정 릴레이
24. 바이바이! 인기 폭발 바레뜨
25. 피에르의 비밀! 수집의 비밀!
26. 크리스마스에는 사랑하는 마음을!
27. 조그만 하트! 새빨간 하트!
28. 위험천만 수족관 데이트
29. 마계 창세기, 오글의 비밀
30. 오글의 선전포고! 위기일발의 하트공장
31. 말썽쟁이 마녀 와플이 등장하다!
32. 쇼콜라, 초콜릿에 담은 사랑
33. 우정의 하트! 소중한 마음!
34. 쇼콜라와 바닐라 꿈의 별
35. 와플, 여왕폐하에 등극하다!
36. 할아버지를 막아라! 유모의 비밀대작전!
37. 검은색 하트와 오글의 덫
38. 피에르의 유혹 깨져버린 우정
39. 오글의 여왕 탄생
40. 질투의 검은색 바늘
41. 바닐라와의 대결! 비밀의 스파이스
42. 쇼콜라와 피에르의 바다속 비밀모험
43. 발푸르기스의 밤 초대
44. 엄마로부터의 초대
45. 피에르의 책략 바닐라의 하트
46. 코코아 사막의 마녀 앙브르
47. 얼어버린 기억
48. 노아르의 우정과 눈물
49. 마지막 관문 최종 시험
50. 유니콘이 낸 과제 글라스의 부활
51. 빛나는 하트 새 여왕의 탄생